# Calciumsorbat
Calciumsorbat ist das Calciumsalz der Sorbinsäure, wird künstlich hergestellt und fand als Konservierungsstoff Verwendung.

## Wirkung
Der Konservierungsstoff gibt unter Wasserzusatz über einen längeren Zeitraum die konservierend wirkende Sorbinsäure kontrolliert frei. Dadurch wird das zu konservierende Lebensmittel langfristig haltbar gemacht und Schimmelpilzbildung verhindert. In Säften wird eine Nachgärung verhindert. Aflatoxinbildung wird ebenfalls verhindert.

## Verwendung
Calciumsorbat wurde für viele verschiedene Lebensmittel verwendet wie z. B. Mayonnaise, Käse, abgepacktes Schnittbrot, Marmelade, Margarine und Obstsäfte.
Daneben auch für Kosmetika, Kautabak und zur Behandlung von Lebensmittelverpackungen.
Es ist in der EU als Lebensmittelzusatzstoff der Nummer E 203 seit dem 12. August 2018 nicht mehr zugelassen.

## Verträglichkeit
Die Sorbinsäure kann die Schleimhäute und die Haut sehr empfindlicher Menschen reizen. Die erlaubte Tagesdosis beträgt 0–25 mg pro Kilogramm Körpergewicht.
Im menschlichen Körper wird Calciumsorbat ähnlich wie Fettsäuren abgebaut.